# Punto di carico totale
Il termine è mutuato dalle discipline tecnico-gestionali, manageriali e giuridiche degli Stati Uniti regolanti la materia delle grandi opere e, segnatamente, delle opere pubbliche. 
Nella gestione dei progetti e, più specificamente, nei contratti FPIF (Fixed Price Plus Incentive Fee) il punto di carico totale degli ovverrun di costo (PTA, Point of Total Assumption) è la variabile in corrispondenza della quale l'eventuale incremento di costo è sopportato interamente dall'appaltatore. Nel contesto, pertanto, il sostantivo inglese assumption ha il significato di "carico" o "accollo". Prima del raggiungimento del PTA, l'eventuale overrun di costo è ripartito in varia misura tra le parti contrattuali: nelle grandi commesse si prevede, normalmente, una partecipazione calcolata al rischio di aumento dei costi tra cliente (buyer) ed impresa (seller), definita "BSR" (Buyer's Share Ratio). 

## Formula
Il calcolo del PTA è noto nella seguente formulazione:

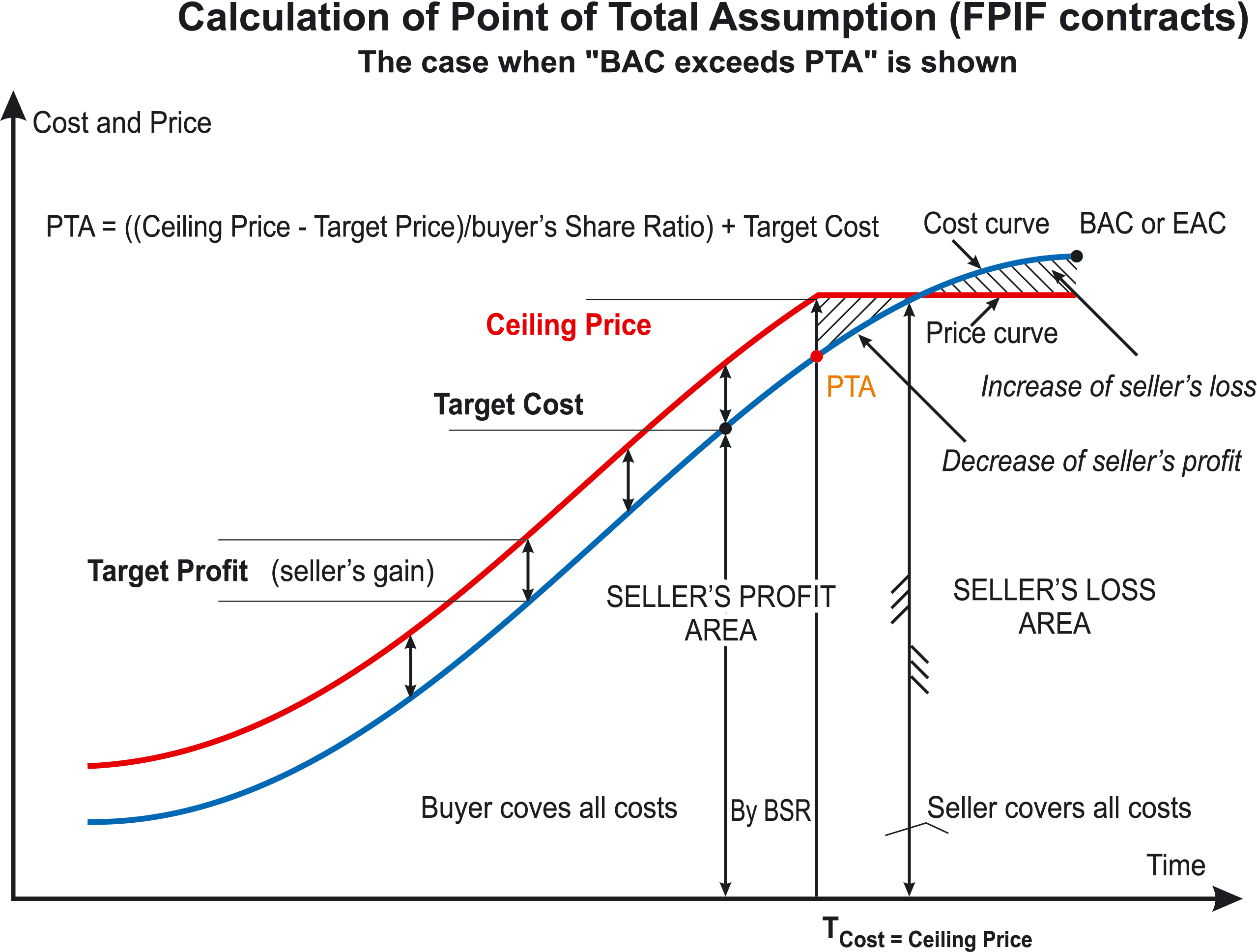
Curve dei costi e dei prezzi: in evidenza i valori PTA e CP. Il grafico mostra il decremento progressivo del profitto e l'incremento delle perdite all'aumentare del valore PTA.

PTA = TC + (CP - TP) / BSR          (1)
Al valore del PTA corrisponde, pertanto, un limite o "tetto" (CP, ceiling price) al prezzo che il cliente dovrà corrispondere.
Premesso che:
1. TC = target cost (costo-obiettivo)
2. TF = target fee (profitto-obiettivo)
3. TP = target price (prezzo-obiettivo) = TC + TF
4. CP = ceiling price (prezzo-limite)
5. PTA  > TC

al raggiungimento di un valore di costo TC1 > TC, il nuovo prezzo sarà così determinato:
TP1 = TP + (TC1 - TC) x BSR        (2)
Se TC1 = PTA, ne consegue che TP1 = CP e quindi si giunge alla formulazione del valore PTA come in (1) attraverso i seguenti passaggi:
1. CP = TP + (PTA - TC) x BSR
2. CP - TP = (PTA - TC) x BSR
3. (CP - TP) / BSR = PTA - TC
4. PTA = TC + (CP - TP) x BSR

## Un esempio
Poniamo, ad esempio, che in riferimento al prezzo contrattato di € 1.000.000 (TP) un'impresa sostenga costi per € 750.000 (TC) e realizzi un profitto pari ad € 250.000 (TF).
Nel contratto le Parti convengono e stipulano: 
1. TP = € 1.000.000
2. CP = € 1.200.000
3. BSR = 50 %

Ciò significa che il prezzo, in caso di aumento dei costi, non potrà comunque eccedere l'importo di € 1.200.000 e che, per gli aumenti che mantengano il prezzo inferiore al valore CP, il nuovo valore del prezzo, pari a TP1, sarà ottenuto secondo la formula sub (2).
Pertanto, PTA = € 750.000 + (€ 1.200.000 - € 1.000.000) / 50% = € 1.150.000.
Si noti che il valore ottenuto è comunque inferiore al prezzo massimo previsto dal contratto. In tal caso, l'impresa ridurrà il proprio profitto a € 50.000.
Infine, supponiamo il caso in cui BSR = 20%.
SI ha:
PTA = € 750.000 + (€ 1.200.000 - € 1.000.000) / 20% = € 1.750.000. In questo caso PTA > CP.
Pertanto, possono formularsi le seguenti deduzioni:
1. il valore PTA non implica necessariamente un azzeramento del profitto o una perdita: tali situazioni dipendono, evidentemente, dal volume dei costi e dal riparto dei relativi incrementi;
2. il valore PTA può superare il valore CP;
3. in corrispondenza de PTA, il cliente pagherà sempre e soltanto il prezzo corrispondente al valore CP e, conseguentemente,
4. dal raggiungimento del valore PTA in poi, BSR = 0% dato che CP ha un valore non incrementabile;
5. al raggiungimento del valore PTA, il contratto presenta le caratteristiche di un "FFP" (Firm Fixed Price) e non più quelle di un "FPIF" (Fixed Price Plus Incentive Fee)